# 平胃散
平胃散（へいいさん）は漢方薬のひとつ。出典は『和剤局方』。

## 構成生薬
- 蒼朮（ソウジュツ）
- 陳皮（チンピ）
- 厚朴（コウボク）
- 大棗（タイソウ）
- 生姜（ショウキョウ）
- 甘草（カンゾウ）

## 適応
- 水毒に有効[1]。消化器症状（胃カタル、胃アトニー、消化不良、食欲不振など）。蒼朮が主薬で、湿邪を除き運脾する。

## 派生物
- 胃苓湯（いれいとう） - 平胃散に五苓散を合方した処方。下痢、むくみなどに使用。
- 加味平胃散 - 平胃散に、神麴、麦芽、山査子を加え、消化促進を高めた処方[2]。
- 香砂平胃散 - 平胃散に香附子と縮砂を加えた処方。さらにシャクヤクを加えたものは、タケダ漢方胃腸薬Kとして市販されている[3]。
- 正気散 - 平胃散に藿香と半夏を加味した不換金正気散、さらに蘇葉、白芷、茯苓、大腹皮、桔梗を加えたものは藿香正気散となる[4]。